# Municipio de Asherville
El municipio de Asherville (en inglés, Asherville Township) es un municipio del condado de Mitchell, Kansas, Estados Unidos. Tiene una población estimada, a mediados de 2022, de 93 habitantes.

## Geografía
Está ubicado en las coordenadas 39°25′49″N 97°58′54″O / 39.43028, -97.98167 (39.430404, -97.981685). Según la Oficina del Censo de los Estados Unidos, tiene una superficie total de 94.02 km², de los cuales 93.99 km² corresponden a tierra firme y 0.03 km² están cubiertos de agua.

## Demografía
Según el censo de 2020, en ese momento había 119 personas residiendo en la zona. La densidad de población era de 1.27 hab./km². El 90.76 % de los habitantes eran blancos, el 5.04 % eran de otras razas y el 4.20 % eran de una mezcla de razas. Del total de la población, el 10.08 % eran hispanos o latinos de cualquier raza.